# Planeta sangriento
Queen of Blood (también conocida como Planet of Blood y titulada en español Planeta sangriento) es una película de terror y ciencia ficción de 1966 producida por George Edwards y Samuel Z. Arkoff, dirigida por Curtis Harrington, protagonizada por John Saxon, Basil Rathbone, Dennis Hopper y Judi Meredith. La película está basada en el guion de la película soviética anterior Mechte Navstrechu (Un sueño hecho realidad). Harrington también reutilizó imágenes de efectos especiales de esa película, así como imágenes de la película de ciencia ficción soviética Nebo Zovyot (La batalla más allá del sol).
Queen of Blood fue lanzada por American International Pictures como un doble programa con Blood Bath. El director Curtis Harrington consideró que Alien: el octavo pasajero (1979) de Ridley Scott debe haber recibido alguna inspiración de su película, diciendo que "la película de Ridley es como una versión muy mejorada, costosa y elaborada de Queen of Blood". 
Una especie extraterrestre contacta con la Tierra diciendo que están viajando a través de la galaxia para hacer contacto formal con la humanidad. Su nave interestelar se estrella en Marte y se envía una nave desde la Tierra para intentar rescatarlos. En Marte, localizan la nave espacial, pero sólo encuentran un único humanoide alienígena muerto a bordo. Determinan que una nave de rescate salió del planeta rojo pero se estrelló en la cercana Fobos. Una extraña mujer alienígena de piel verde es encontrada con vida a bordo del transbordador. Mientras regresan a la Tierra, la tripulación comienza a morir, sin sangre.

## Trama
Es el año 1990. Los viajes espaciales están bien establecidos desde que los humanos aterrizaron por primera vez en la Luna hace veinte años. En el Instituto Internacional de Tecnología Espacial, la experta en comunicaciones y astronauta Laura James monitorea las extrañas señales que se reciben desde el espacio exterior. El superior de Laura, el Dr. Farraday, traduce la señal y descubre que es de una raza extraterrestre, que está enviando un embajador a la Tierra. Sin embargo, poco después Laura recibe un registro de vídeo que muestra que la nave espacial de los extraterrestres se ha estrellado en Marte.
El Instituto lanza una misión de rescate a bordo de la nave espacial Oceano, en la que participan Laura y los astronautas Anders Brockman y Paul Grant. Oceano viaja a través de un estallido solar, sufriendo algunos daños, antes de completar el viaje a Marte y localizar la nave alienígena siniestrada. Anders y Paul investigan y descubren un solo extraterrestre muerto a bordo. Farraday deduce que la tripulación sobreviviente puede haber sido rescatada, por lo que se necesitará un satélite de observación para localizar la nave de rescate alienígena. El prometido de Laura, Allan, y su compañero astronauta Tony se ofrecen como voluntarios. Viajan en la nave espacial Meteor hasta Fobos, una de las dos lunas de Marte, donde lanzan el satélite de observación. Tony encuentra una nave espacial extraterrestre en Fobos. Él y Allan logran entrar y encuentran a una extraterrestre apenas consciente pero aún con vida. Como su transbordador de rescate solo tiene capacidad para dos, uno de ellos debe quedarse, por lo que lanzan una moneda y Tony se queda.
Allan y la extraterrestre femenina llegan a Oceano, uniéndose a Laura, Paul y Anders. La alienígena recupera la conciencia y sonríe a los tres hombres, pero no a Laura. La extraterrestre silenciosa se niega a comer toda la comida que le ofrecen y no permite que Anders tome una muestra de su sangre. Esa noche, mientras Paul la está vigilando, ella lo ataca y lo mata, drenándole la sangre después de hipnotizarlo primero. Los astronautas supervivientes deciden mantenerla con vida alimentándola con sangre del suministro de plasma de la nave. Cuando este suministro se acaba, mata a Anders y se alimenta de él, dejando a Laura y Allan como los únicos humanos a bordo.
Luego, la alienígena ataca a Allan, pero Laura la interrumpe antes de que pueda matarlo. Laura la araña en el forcejeo y la extraterrestre grita de terror, desangrándose rápidamente hasta morir. Luego, Laura y Allen encuentran huevos extraterrestres escondidos a bordo. Allan plantea la hipótesis de que ella era de la realeza, probablemente una reina (asumiendo que había endogamia entre la clase real, de ahí su hemofilia), y que estaba siendo enviada a la Tierra para reproducirse. La nave espacial aterriza a salvo, pero las autoridades de la Tierra deciden estudiar los huevos alienígenas en lugar de destruirlos directamente, como Allan ha instado.

## Reparto
- John Saxon como Allan Brenner.
- Basil Rathbone como Dr. Farraday.
- Judi Meredith como Laura James.
- Dennis Hopper como Paul Grant.
- Florence Marly como Reina Alien.
- Robert Boon como Anders Brockman.
- Don Eitner como Tony Barrata.
- Forrest J. Ackerman como ayudante de Farraday.

## Producción

### Desarrollo
Harrington se había hecho un nombre con el largometraje Marea nocturna, que impresionó a Roger Corman lo suficiente como para ofrecerle un proyecto cinematográfico. "Por supuesto, me gustaría hacer una película más individualista que Queen of Blood ", dijo Harrington en su momento, "pero no consigo financiación. Sin embargo, la película es entretenida y siento que he podido decir algo dentro del contexto del género". 
Queen of Blood se realizó para aprovechar los efectos especiales de imágenes de naves, cohetes y mundos extraterrestres tomadas de las películas soviéticas de mayor presupuesto Mechte Navstrechu (Un sueño hecho realidad) y Nebo Zovyot (La batalla más allá del sol). Harrington filmó Queen of Blood simultáneamente con Voyage to the Prehistoric Planet, que también incluyó escenas de películas soviéticas anteriores. Ambas películas de Harrington contaron con la interpretación de Basil Rathbone. 
Harrington dijo que Corman "quería que escribiera una historia completamente nueva para utilizar todas las imágenes técnicas de un cohete volando por el espacio exterior, aterrizando en otro planeta y todo eso. Luego procedí a escribir un guion y creé la idea de una criatura parecida a un vampiro del espacio exterior”.  Harrington estimó que el 70% de la película era suya; muchos años después dijo que era el 90%. 
Harrington contrató a George Edwards como productor. El director conoció a Edwards cuando éste produjo una versión teatral de The Garden District, de Tennessee Williams. Colaboraron bien juntos y continuarían manteniendo una larga relación profesional. Harrington llamó a Edwards "el tipo de productor que tenía una habilidad extraordinaria para anticipar las necesidades de un director. Tenía un maravilloso sentido del humor, que le permitía lidiar por igual con el temperamento de las estrellas y los caprichos de los escritores". 
El nombre de Corman no aparece en la película. Harrington dijo que esto se debió a que Queen of Blood se realizó con un equipo no sindicalizado y Corman había firmado un contrato para trabajar con los sindicatos. 
Harrington contó que Un sueño hecho realidad trataba sobre una reina de otro planeta. Quería hacer una película sobre un vampiro en el espacio exterior y tuvo que hacerla mujer para que coincidiera con ese metraje ruso. 

### Casting
La actriz checa Florence Marly era amiga personal de Harrington. Más tarde dijo que tuvo que pelear con Roger Corman para contratarla "porque era una mujer mayor. Estoy seguro de que tenía a alguna chica tonta en mente, ¿sabes? Así que luché por Marley porque sentí que tenía la cualidad exótica requerida que funcionaría en el papel".  Harrington escribió que si hubiera elegido "a una jovencita sexy para el papel... se habría convertido en otra película de ciencia ficción de explotación común y corriente. Afortunadamente, convencí a Roger para mi causa, tal vez porque estaba tan decidido y entusiasmado. Resultó que tenía razón en mi corazonada. Florence estuvo maravillosa en el papel sin diálogo: inquietante, intensa y de otro mundo". 
Harrington también dijo que Dennis Hopper "era como parte de mi pequeño equipo en ese entonces", por lo que también aceptó aparecer.  Dijo que John Saxon "transmitía sinceridad y amabilidad". 

### Rodaje
La película se rodó en los Major Studios del centro de Los Ángeles, poco antes de que fueran comprados por Robert Aldrich. 
John Saxon afirmó más tarde que Gene Corman tuvo más que ver con Queen of Blood que Roger. Saxon estimó que sus escenas se filmaron en siete u ocho días y que Dennis Hopper "se esforzó mucho por mantener la cara seria durante todo el rodaje".  Añadió en otra entrevista: "Me lo tomé en serio, al menos frente a la cámara; a Dennis incluso le costó hacer eso". 
Harrington dijo que la película se filmó en seis días. Pudo hacer esto porque el rodaje no estaba sindicalizado y eso significaba que el equipo trabajaría muchas horas, a veces hasta las dos de la mañana.  Dice que dos escenógrafos recomendados por Roger Corman no prepararon el decorado adecuadamente a tiempo. 
"Basil Rathbone tuvo un día [en el set]", añadió Saxon. "Llegó y era un caballero muy, muy distinguido. Hizo su escena. Pero se enojó porque no lograron el sonido correcto en su primera toma y le pidieron que volviera. Regañó al director". 
A Basil Rathbone le pagaron 1.500 dólares por actuar durante un día y medio en Queen of Blood, y 1.500 dólares por medio día en Voyage to the Prehistoric Planet (1965), otra película que incorporó imágenes de películas rusas. 
Rathbone terminó trabajando horas extras y se perdió una comida. El Sindicato de Actores de Cine exigió el pago de horas extras, además de una multa por la infracción de la comida, pero el productor George Edwards presentó imágenes que mostraban que la demora se debía a que Rathbone no había memorizado todas sus líneas e insistió en saltarse el almuerzo. Harrington recordó a Rathbone como "un gran profesional que me deleitó con historias de Hollywood en los pocos minutos que había entre las tomas". 
Harrington dijo que los decorados no estaban listos el primer día de rodaje porque "Roger había contratado a un grupo de hippies como decoradores y estaban drogados todo el tiempo".
En la película, la vampira espacial paraliza a sus víctimas con sus ojos brillantes y, al final, parece dirigir una especie de "visión calorífica" desde sus ojos para quemar la cuerda utilizada para mantenerla atada. El efecto de los ojos brillantes fue uno de los elementos más llamativos de la película; Harrington le dijo a un entrevistador que lograron el efecto en el set dirigiendo rayos de luz delgados como un lápiz hacia los ojos de Florence Marly.
Stephanie Rothman colaboró en la película; también había trabajado con Corman y Harrington en Voyage to the Prehistoric Planet. "Curtis fue muy cordial y disfruté viéndolo trabajar. Aprendí algo al observar cómo funcionaba en el set y cómo se desarrollaba la producción", dijo Rothman. "Se sentía cómodo al tenerme allí y yo estaba agradecida de estar allí para aprender de él". 
Según un informe, el presupuesto para este proyecto y para Voyage to the Prehistoric Planet ascendió a 33.052 dólares.  Otro indica que las películas costaron 65.000 dólares.  Harrington dijo que costaron 60.000 dólares, y luego 50.000 dólares, aunque admite que no está seguro.

## Estreno
Queen of Blood se estrenó en Estados Unidos en marzo de 1966. Incluso antes del estreno, su calidad fue suficiente para que Universal contratara a Harrington y al productor George Edwards para realizar el largometraje Games.  Harrington afirmó que Queen of Blood impresionó particularmente a Ned Tanen. 
Harrington dijo que Roger Corman le prometió un bono de 1.000 dólares si la película generaba ganancias y el productor lo cumplió, aunque después de algunas insistencias. 
El escritor pulp Charles Nuetzel escribió una novelización del guion original de Harrington. La biografía de Forrest J. Ackerman sugiere erróneamente que Harrington basó su guion original en el libro de Nuetzel. La novela vuelve a estar disponible en formato de libro electrónico en línea.
El 1 de diciembre de 2003, Queen of Blood se proyectó en el Festival de Cine de Sitges en España.

## Recepción
En su reseña de un doble programa con la película Three in the Attic, Renata Adler del The New York Times calificó a Queen of Blood como la más animada de las dos películas.
Harrington escribió más tarde: "Algunos años después, fue muy halagador darme cuenta de que había creado el prototipo de toda una serie de películas de ciencia ficción que trataban sobre criaturas monstruosas del espacio exterior". 

## Continuación
La actriz que dio vida a la reina alien Florence Marly, escribió y protagonizó una secuela en 16 mm de Queen of Blood, un cortometraje titulado Space Boy! Night, Neal and Ness en 1973.